# Homoousios
Homoousios (grekiska ’av samma väsen’), ὁμοούσιος, är en term som inom kristologin som används om förhållandet mellan Fadern (Gud) och Sonen (Jesus Kristus).
Den teologiska synen på förhållandet mellan Fadern och Sonen avgjordes på konciliet i Nicaea 325, då det fastslogs att Sonen är "av samma väsen" som Fadern, homoousios.
Det fanns tre slags motståndare, arianer, till detta synsätt:
- Anomoeanism (eller, riktigare: Anhomoianism) som hävdade att Sonen var "olik Fadern", anhomoios
- Homoianism som hävdade att Sonen var "lik Fadern", homoios
- Homoiousianerna som hävdade att Sonen endast var "av liknande väsen" som Fadern, homoiousios.